# Bataille de Merowe
Conflit soudanais de 2023
La bataille de Merowe est un engagement militaire survenu lors du conflit soudanais de 2023 entre les Forces de soutien rapide (FSR) et les Forces armées soudanaises (FAS) pour le contrôle de la ville de Merowe (en).

## Contexte
Le 11 avril 2023, les forces des FSR se sont déployées près de la ville de Merowe et à Khartoum. Les forces gouvernementales leur ont ordonné de partir, mais ils ont refusé. Cela a conduit à des affrontements lorsque les forces des FSR ont pris le contrôle de la base militaire de Soba au sud de Khartoum. Le 13 avril, les forces des FSR ont commencé leur mobilisation, faisant craindre une éventuelle rébellion contre la junte. Les FAS ont déclaré la mobilisation illégale.

## Bataille

### 15 avril
À midi (CAT), les forces de FSR ont affirmé avoir capturé l'aéroport de Merowe (en).

### 16 avril
Vers 13 h 30 (CAT), les FAS ont annoncé le sauvetage d'un général de division et d'un brigadier, l'arrestation de plusieurs officiers des FSR à l'aéroport de Merowe et la prise de l'aéroport lui-même, tout en affirmant que plusieurs dirigeants des FSR avaient déserté ou remis aux FAS. Les responsables des FAS ont également affirmé que les membres des FSR avaient fui l'aéroport de Merowe avec des soldats égyptiens faits prisonniers.

### 17 avril
Des combats ont eu lieu à l'ouest de l'aéroport de Merowe.
A 10 h 30 (CAT), les FSR a affirmé contrôler entièrement l'aéroport de Merowe.

### 18 avril
À Merowe, des témoins oculaires ont rapporté avoir vu une colonne des FSR s'éloigner du périmètre de son aéroport vers al-Multaqa, à 100 km au sud, à la suite de frappes aériennes de l'armée la veille.

### 19 avril
À Merowe, un correspondant d'Al Jazeera a déclaré que les FAS avaient repris le contrôle total de l'aéroport, qui avait été détruit dans les combats, et que la situation revenait à la normale même si la présence de véhicules militaires était toujours constatée. Les FSR ont affirmé qu'ils maintenaient toujours une présence dans la ville.

### 21 avril
Al-Arabiya TV a rapporté que les FAS avaient établi un contrôle total sur Merowe.

## Militaires égyptiens
Le 15 avril, les forces des FSR ont affirmé, via Twitter, avoir fait prisonnier plusieurs soldats égyptiens près de Merowe, ainsi qu'un avion militaire portant des inscriptions de l'armée de l'air égyptienne. Initialement, aucune explication officielle n'a été donnée sur la présence des soldats égyptiens, alors que l'Égypte et le Soudan ont eu une coopération militaire en raison des tensions diplomatiques avec l'Éthiopie. Plus tard, les forces armées égyptiennes ont déclaré qu'environ 200 de ses soldats étaient au Soudan pour mener des exercices avec l'armée soudanaise. À cette époque, les FAS auraient encerclé les forces des FSR dans la base aérienne de Merowe. En conséquence, les forces armées égyptiennes ont annoncé qu'elles suivaient la situation par mesure de précaution pour la sécurité de leur personnel. Les FSR ont déclaré plus tard qu'ils coopéreraient au rapatriement des soldats en Égypte. Le 19 avril, les FSR ont déclaré qu'elles avaient transféré les soldats à Khartoum et qu'elles les remettraient lorsque "l'occasion appropriée" se présenterait. 177 des soldats égyptiens capturés ont été libérés et ramenés en Égypte à bord de trois avions militaires égyptiens qui ont décollé de l'aéroport de Khartoum plus tard dans la journée. Les 27 soldats restants de l'armée de l'air égyptienne ont été abrités à l'ambassade d'Égypte pour être évacués une fois la situation améliorée,.